# Nowy Klukom
Nowy Klukom (deutsch Neu Klücken, auch Neu-Klücken und Neuklücken) ist ein Dorf in der Landgemeinde Krzęcin (Kranzin) im Kreis Choszozno (Arnswalde) in der polnischen Woiwodschaft Westpommern.

## Geographische Lage
Das Dorf liegt in der Neumark, etwa zwei Kilometer nördlich des Dorfs Krzęcin (Kranzin), zehn Kilometer südöstlich von Choszozno (Arnswalde) und siebzig Kilometer südöstlich von Stettin.

## Geschichte
Neu-Klücken war ursprünglich ein Rittergut. Im Jahr 1393 saßen Erben der Familie Rowedel in curia Klukim; ein älterer Ortsname lautet Nova curia Kluken. Im Jahr 1460 befand sich die Familie Blankensee im Besitz des Guts. Als Besitzer wurde 1488 Hans von Blankensee der Jüngere genannt.
Das sehr kleine Dorf hatte bereits früh eine Schule, die der Schulhalter betrieb. Seit Anfang des 18. Jahrhunderts wurde von den Schülern des Dorfs kein Schulgeld mehr erhoben, weil ein Rittmeister von Blankensee ein Grundkapital in Höhe von siebenhundert Reichstalern gestiftet hatte, dessen Zinsen der Schulhalter erhielt, der dafür die Schüler kostenlos unterrichten musste. Um 1871 gehörte das Gut Neu Klücken dem Großgrundbesitzer Julius Jonath.
Eine der Bewohnerinnen Neu-Klückens war Mitte der 1880er Jahre Pauline, geborene Houget, Ehefrau des Rittergutsbesitzers Paul Lobedan und Erbe des Fabrikanten und Kommerzienrats Georg Egestorff.
Im Jahr 1930 gab es in dem kleinen Dorf 18 Wohngebäude mit insgesamt 36 Haushalten.
Am 21. November 1937 wurde der spätere Bildhauer Hans-Tewes Schadwinkel auf Neu-Klücken geboren.
1945 gehörte Neu Klücken zum Landkreis Arnswalde im Regierungsbezirk Grenzmark Posen-Westpreußen des Deutschen Reichs.
Gegen Ende des Zweiten Weltkriegs wurde Neu Klücken im Frühjahr 1945 von der Roten Armee besetzt. Kurz darauf wurde der Ort, wie der größte Teil der Neumark, unter polnische Verwaltung gestellt. In den darauffolgenden Monaten wurden die Dorfbewohner vertrieben. Neu Klücken wurde in Nowy Klukom umbenannt.

## Einwohnerzahlen
- 1852: 132[8]
- 1858: 160[3]
- 1925: 176, darunter 47 Katholiken, keine Juden[9]
- 1933: 174[10]
- 1939: 152[10]

## Söhne und Töchter des Ortes
- Christian Friedrich Wutstrack (~1764–1809/13), deutscher Lehrer, Topograph und Schriftsteller
- Hans-Tewes Schadwinkel (1937–2024), deutscher Bildhauer und Autor